# ジャフ・デッカー
ジャフ・カイル・デッカー（Jaff Kyle Decker, 1990年2月23日 - ）は、アメリカ合衆国・アリゾナ州フェニックス出身のプロ野球選手（外野手）。左投左打。MLB・アトランタ・ブレーブス傘下所属。

## 経歴

### プロ入りとパドレス時代

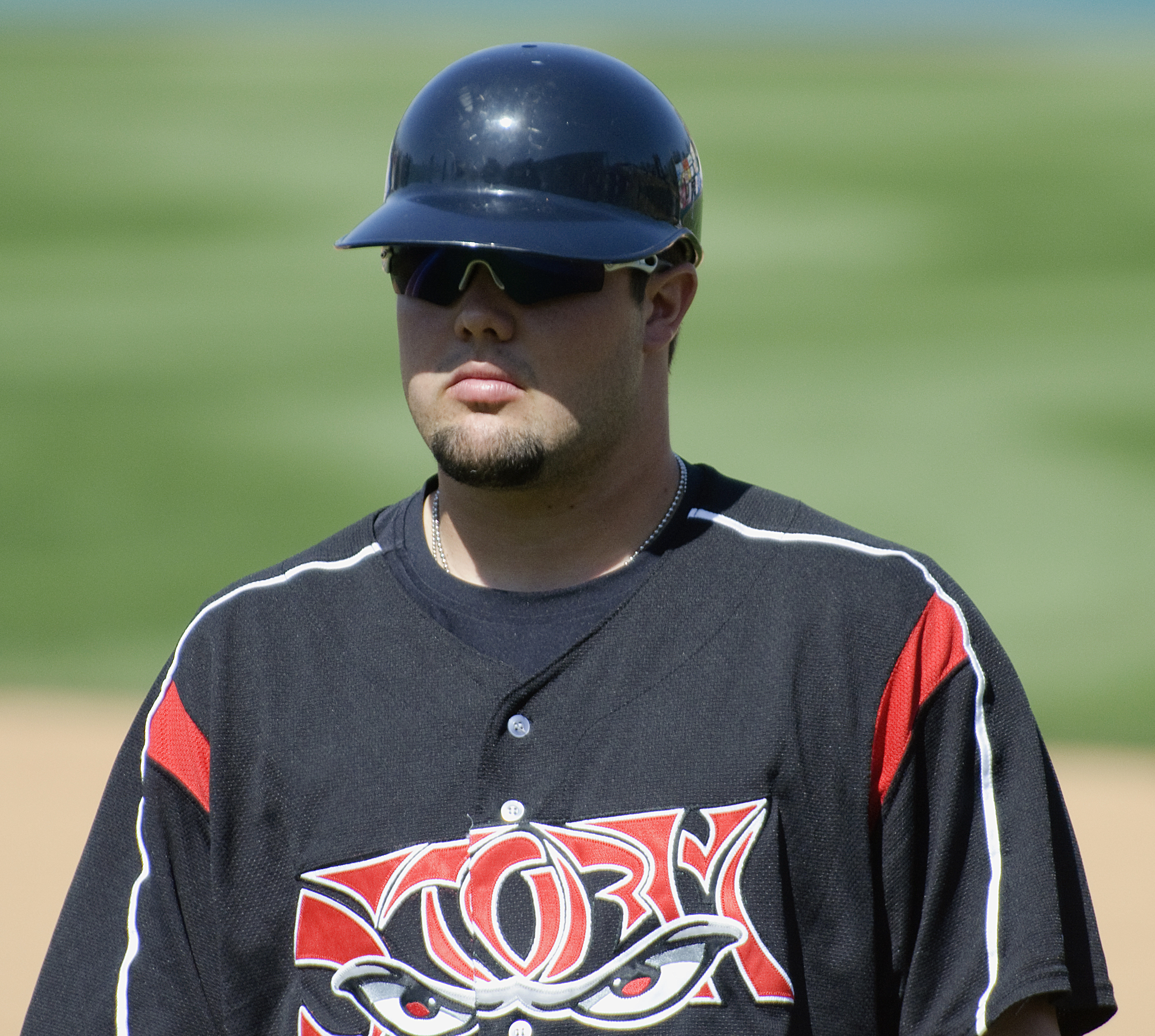
A+級レイクエルシノア時代

2008年のMLBドラフト1巡目追補（全体42位）でサンディエゴ・パドレスから指名され、プロ入り。
2009年はA級フォートウェイン・ティンキャップスでプレー。シーズン後にはベースボール・アメリカが選ぶ2010年期待の新人トップ100に選ばれた。
2010年はA+級レイクエルシノア・ストーム、2011年からはAA級サンアントニオ・ミッションズでプレーした。
2012年のシーズン序盤から足底筋膜炎に、5月31日には足底腱断裂に苦しんだ。
2013年はAAA級ツーソン・パドレスで開幕を迎えた。6月12日にキャメロン・メイビンが故障者リスト入りしたことに伴い、メジャー初昇格を果たした。しかし、出番はなく14日に降格。6月19日にエバース・カブレラの代わりに再昇格し、翌20日にメジャーデビュー。8月12日のコロラド・ロッキーズ戦でジョーリス・チャシーンからメジャー初安打となるソロ本塁打を放った。オフの11月20日にDFAとなった。

### パイレーツ時代
2013年11月25日にアレックス・ディッカーソンとのトレードで、ピッツバーグ・パイレーツへ移籍した。
2014年3月25日にAAA級インディアナポリス・インディアンスへ配属され、そのまま開幕を迎えた。AAA級インディアナポリスでは30試合に出場し、5月11日にメジャーへ昇格した。この年は5試合に出場して5打数無安打だった。
2015年は23試合に出場し、1試合は投手として登板を果たした。オフの12月5日にFAとなった。

### レイズ時代
2016年1月22日にタンパベイ・レイズとマイナー契約を結んだ。開幕は傘下のAAA級ダーラム・ブルズで迎え、6月15日にメジャー契約を結んでアクティブ・ロースター入りした。6月29日にDFAとなり、7月1日に40人枠を外れる形でAAA級ダーラムへ配属された。9月16日に再びメジャー契約を結んでアクティブ・ロースター入りした。この年は19試合に出場し、打率.154・1打点を記録。また、メジャー初盗塁を決めた。守備では右翼手を13試合・左翼手を3試合・中堅手を2試合で守り、無失策ながらDRSは - 2だった。10月7日に再び40人枠外、9日にFAとなった。

### アスレチックス時代
2016年11月22日にオークランド・アスレチックスとマイナー契約を結び、2017年のスプリングトレーニングに招待選手として参加することになった。
2017年は傘下のAAA級ナッシュビル・サウンズで開幕を迎えたが、4月15日にメジャー契約を結んでアクティブ・ロースター入りした。5月9日にDFAとなり、13日にAAA級ナッシュビルへ配属された、10月2日にFAとなった。

### ブレーブス傘下時代
2017年12月1日にアトランタ・ブレーブスとマイナー契約を結び、2018年のスプリングトレーニングに招待選手として参加したが、開幕はAAA級グウィネット・ストライパーズで迎えた。

## 詳細成績

### 年度別打撃成績
| 年 度    | 球 団    | 試 合 | 打 席 | 打 数 | 得 点 | 安 打 | 二 塁 打 | 三 塁 打 | 本 塁 打 | 塁 打 | 打 点 | 盗 塁 | 盗 塁 死 | 犠 打 | 犠 飛 | 四 球 | 敬 遠 | 死 球 | 三 振 | 併 殺 打 | 打 率 | 出 塁 率 | 長 打 率 | O P S |
| -------- | -------- | ----- | ----- | ----- | ----- | ----- | -------- | -------- | -------- | ----- | ----- | ----- | -------- | ----- | ----- | ----- | ----- | ----- | ----- | -------- | ----- | -------- | -------- | ----- |
| 2013     | SD       | 13    | 31    | 26    | 3     | 4     | 0        | 0        | 1        | 7     | 2     | 0     | 1        | 1     | 1     | 3     | 0     | 0     | 4     | 0        | .154  | .233     | .269     | .502  |
| 2014     | PIT      | 5     | 5     | 5     | 0     | 0     | 0        | 0        | 0        | 0     | 0     | 0     | 0        | 0     | 0     | 0     | 0     | 0     | 3     | 0        | .000  | .000     | .000     | .000  |
| 2015     | PIT      | 23    | 36    | 28    | 8     | 6     | 1        | 1        | 0        | 9     | 1     | 0     | 0        | 1     | 0     | 7     | 0     | 0     | 9     | 0        | .214  | .371     | .321     | .693  |
| MLB：3年 | MLB：3年 | 41    | 72    | 59    | 11    | 10    | 1        | 1        | 1        | 16    | 3     | 0     | 1        | 2     | 1     | 10    | 0     | 0     | 16    | 0        | .169  | .286     | .271     | .557  |

- 2015年度シーズン終了時

### 背番号
- 1 （2013年）
- 14 （2014年 - 2016年）
- 37 （2017年）